# Греполунго (Лука)
Греполунго је насеље у Италији у округу Лука, региону Тоскана.
Према процени из 2011. у насељу је живело 49 становника. Насеље се налази на надморској висини од 332 м.